# Lumle
Lumle (nepalsko दाङसिङ) je vas in vaški odbor v okrožju Kaski v provinci Gandaki v severnem centralnem delu Nepala.
Lumle se razprostira na južnem obronku Anapurne ob vzhodnem bregu reke Khola. Kraj leži ob cesti (Baglung Rajmarg) med Pokharo in Baglungom.
Lumle sestavlja več vasi in zaselkov. Najpomembnejši so:
- Bhichok (1490 m) (28°34′34″N 83°48′41″E / 28.57611°N 83.81139°E)
- Chandrakot (1570 m) (28°30′54″N 83°46′36″E / 28.51500°N 83.77667°E)
- Landruk (1650 m) (28°37′14″N 83°41′35″E / 28.62056°N 83.69306°E)
- Lumle (1570 m) (28°29′54″N 83°48′18″E / 28.49833°N 83.80500°E)

Reka, ki teče mimo, se imenuje Dhoti Khola, ki se zliva z Modi Kholo v Nayapoolu. Ta vas ima veliko zgodovinskih templjev. Kali Mandir pri Pokhari swara je zelo znan med domačini. Tempelj Kanči Baraha, ki je sredi gozda (severna stran vasi), je verska točka za ljudi okoli te regije. Vsako leto imajo v tem templju veliko pujo, ko jih obišče na stotine romarjev iz vse države. V tej vasi prebivajo ljudje  številnih kast. Brahmani, Gurungi, Pariyari in druge manjše kaste. Izobraževalni sistem je raznolik in tehničen. Obstaja nekaj angleških srednjih šol in veliko vladnih šol. Balmandirska skupnostna šola, ena najboljših v državi, služi tej regiji. Čeprav je bil tehnično v Dhikurpokhari VDC, je bil prvotno ustanovljen za Lumle Agricultural Research Center (LARC). Ker je bil LARC predan Nepalski vladi (zdaj znan kot Regionalna raziskovalna postaja za kmetijstvo, Lumle), je bila ta šola samodejno odprta za splošno javnost. 
V času popisa v Nepalu leta 2011 je bilo 4285 prebivalcev, ki so živeli v 1056 gospodinjstvih.

## Pomembni templji
- Shree Kalika Mandir
- Shree Kanchi Baraha Mandir
- Shree kyupche baraha temple

## Vir dokodkov
Večina vaščanov so kmetje. Vendar to ni glavni vir dohodkov gospodinjstev. Čeprav je celotna južna stran vasi kmetijska površina, ne zagotavlja dovolj letne hrane. Večina, vendar ne vsi, so odvisni od uvoženega riža. Večina mladih iz te vasi dela v zalivskih državah Katarju, Saudovi Arabiji in Maleziji. V zadnjem času so nekateri mladi odšli v zelo napredne države sveta, vključno z Japonsko, Korejo, evropske države in nekaj v Združene države Amerike.